# Grand Prix Europy 2010

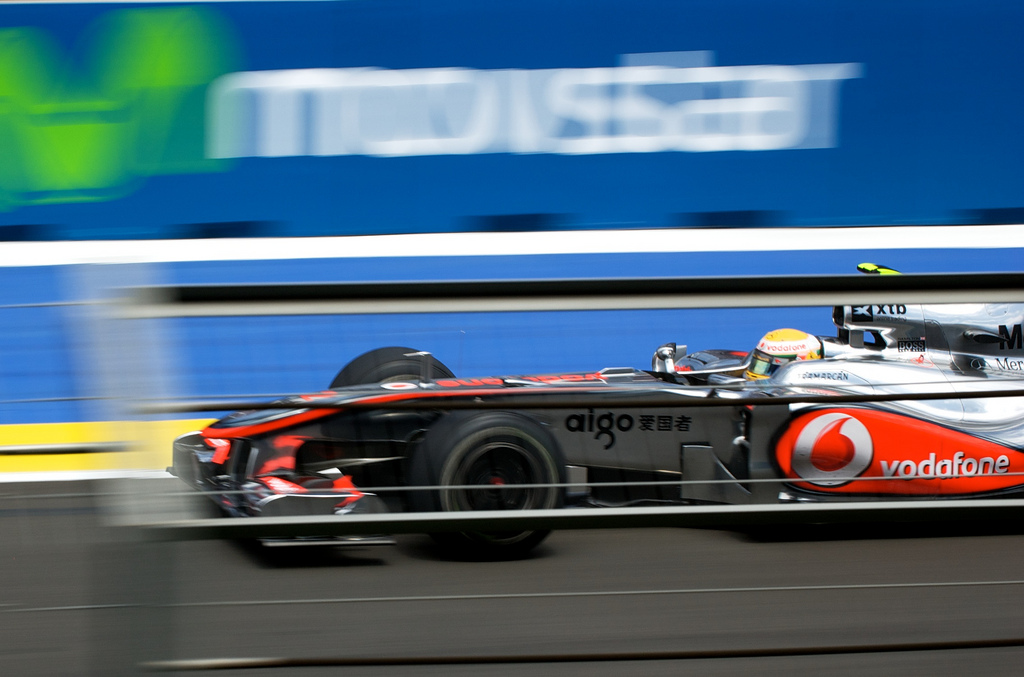
Lewis Hamilton podczas Grand Prix Europy 2010

Grand Prix Europy 2010 – dziewiąta rundy Mistrzostw Świata Formuły 1 w sezonie 2010.

## 500-setne Grand Prix Lotusa
Zespół Lotusa podczas tego weekendu na Valencia Street Circuit świętował swój pięćsetny wyścig z cyklu Grand Prix Formuły 1. Zespół Lotusa wystawił pierwsze bolidy podczas Grand Prix Monako w 1958 roku.

## Lista zgłoszeń
Na niebieskim tle kierowcy biorący udział jedynie w piątkowych treningach
| Nr | Kierowca           | Zespół                       | Samochód          | Silnik               | Opony |
| -- | ------------------ | ---------------------------- | ----------------- | -------------------- | ----- |
| 1  | Jenson Button      | Vodafone McLaren Mercedes    | McLaren MP4-25    | Mercedes-Benz FO108X | B     |
| 2  | Lewis Hamilton     | Vodafone McLaren Mercedes    | McLaren MP4-25    | Mercedes-Benz FO108X | B     |
| 3  | Michael Schumacher | Mercedes GP Petronas F1 Team | Mercedes MGP W01  | Mercedes-Benz FO108X | B     |
| 4  | Nico Rosberg       | Mercedes GP Petronas F1 Team | Mercedes MGP W01  | Mercedes-Benz FO108X | B     |
| 5  | Sebastian Vettel   | Red Bull Racing              | Red Bull RB6      | Renault RS27-2010    | B     |
| 6  | Mark Webber        | Red Bull Racing              | Red Bull RB6      | Renault RS27-2010    | B     |
| 7  | Felipe Massa       | Scuderia Marlboro Ferrari    | Ferrari F10       | Ferrari 056          | B     |
| 8  | Fernando Alonso    | Scuderia Marlboro Ferrari    | Ferrari F10       | Ferrari 056          | B     |
| 9  | Rubens Barrichello | AT&T WilliamsF1 Team         | Williams FW32     | Cosworth CA2010      | B     |
| 10 | Nico Hülkenberg    | AT&T WilliamsF1 Team         | Williams FW32     | Cosworth CA2010      | B     |
| 11 | Robert Kubica      | Renault F1 Team              | Renault R30       | Renault RS27-2010    | B     |
| 12 | Witalij Pietrow    | Renault F1 Team              | Renault R30       | Renault RS27-2010    | B     |
| 14 | Adrian Sutil       | Force India Formula One Team | Force India VJM03 | Mercedes-Benz FO108X | B     |
| 14 | Paul di Resta      | Force India Formula One Team | Force India VJM03 | Mercedes-Benz FO108X | B     |
| 15 | Vitantonio Liuzzi  | Force India Formula One Team | Force India VJM03 | Mercedes-Benz FO108X | B     |
| 16 | Sébastien Buemi    | Scuderia Toro Rosso          | Toro Rosso STR5   | Ferrari 056          | B     |
| 17 | Jaime Alguersuari  | Scuderia Toro Rosso          | Toro Rosso STR5   | Ferrari 056          | B     |
| 18 | Jarno Trulli       | Lotus F1 Racing              | Lotus T127        | Cosworth CA2010      | B     |
| 19 | Heikki Kovalainen  | Lotus F1 Racing              | Lotus T127        | Cosworth CA2010      | B     |
| 20 | Karun Chandhok     | HRT F1 Team                  | Hispania F110     | Cosworth CA2010      | B     |
| 20 | Christian Klien    | HRT F1 Team                  | Hispania F110     | Cosworth CA2010      | B     |
| 21 | Bruno Senna        | HRT F1 Team                  | Hispania F110     | Cosworth CA2010      | B     |
| 22 | Pedro de la Rosa   | BMW Sauber F1 Team           | BMW Sauber C29    | Ferrari 056          | B     |
| 23 | Kamui Kobayashi    | BMW Sauber F1 Team           | BMW Sauber C29    | Ferrari 056          | B     |
| 24 | Timo Glock         | Virgin Racing                | Virgin VR-01      | Cosworth CA2010      | B     |
| 25 | Lucas Di Grassi    | Virgin Racing                | Virgin VR-01      | Cosworth CA2010      | B     |
| Nr | Kierowca           | Zespół                       | Samochód          | Silnik               | Opony |

## Wyniki

### Sesje treningowe
| Sesja | Nr | Kierowca         | Konstruktor      | Czas     | Okr. |
| ----- | -- | ---------------- | ---------------- | -------- | ---- |
| 1     | 4  | Nico Rosberg     | Mercedes         | 1:41,175 | 16   |
| 2     | 8  | Fernando Alonso  | Ferrari          | 1:39,283 | 33   |
| 3     | 5  | Sebastian Vettel | Red Bull-Renault | 1:38,052 | 14   |

### Kwalifikacje
Źródło: Wyprzedź Mnie!
| Poz. | Nr | Kierowca           | Konstruktor          | Q1       | Q2       | Q3       | Poz. s. |
| --- | --- | ------------------ | -------------------- | -------- | -------- | -------- | ------- |
| 1 | 5 | Sebastian Vettel   | Red Bull-Renault     | 1:38,324 | 1:38,015 | 1:37,587 | 1       |
| 2 | 6 | Mark Webber        | Red Bull-Renault     | 1:38,549 | 1:38,041 | 1:37,662 | 2       |
| 3 | 2 | Lewis Hamilton     | McLaren-Mercedes     | 1:38,697 | 1:38,158 | 1:37,969 | 3       |
| 4 | 8 | Fernando Alonso    | Ferrari              | 1:38,472 | 1:38,179 | 1:38,075 | 4       |
| 5 | 7 | Felipe Massa       | Ferrari              | 1:38,657 | 1:38,046 | 1:38,127 | 5       |
| 6 | 11 | Robert Kubica      | Renault              | 1:38,132 | 1:38,062 | 1:38,137 | 6       |
| 7 | 1 | Jenson Button      | McLaren-Mercedes     | 1:38,360 | 1:38,399 | 1:38,210 | 7       |
| 8 | 10 | Nico Hülkenberg    | Williams-Cosworth    | 1:38,843 | 1:38,523 | 1:38,428 | 8       |
| 9 | 9 | Rubens Barrichello | Williams-Cosworth    | 1:38,449 | 1:38,326 | 1:38,428 | 9       |
| 10 | 12 | Witalij Pietrow    | Renault              | 1:39,004 | 1:38,552 | 1:38,523 | 10      |
| 11 | 16 | Sébastien Buemi    | Toro Rosso-Ferrari   | 1:39,096 | 1:38,586 | –        | 11      |
| 12 | 4 | Nico Rosberg       | Mercedes             | 1:38,752 | 1:38,627 | –        | 12      |
| 13 | 14 | Adrian Sutil       | Force India-Mercedes | 1:39,021 | 1:38,851 | –        | 13      |
| 14 | 15 | Vitantonio Liuzzi  | Force India-Mercedes | 1:38,969 | 1:38,884 | –        | 14      |
| 15 | 3 | Michael Schumacher | Mercedes             | 1:38,994 | 1:39,234 | –        | 15      |
| 16 | 22 | Pedro de la Rosa   | BMW Sauber-Ferrari   | 1:39,003 | 1:39,264 | –        | 16      |
| 17 | 17 | Jaime Alguersuari  | Toro Rosso-Ferrari   | 1:39,128 | 1:39,458 | –        | 17      |
| 18 | 23 | Kamui Kobayashi    | BMW Sauber-Ferrari   | 1:39,343 | –        | –        | 18      |
| 19 | 18 | Jarno Trulli       | Lotus-Cosworth       | 1:40,658 | –        | –        | 19      |
| 20 | 19 | Heikki Kovalainen  | Lotus-Cosworth       | 1:40,882 | –        | –        | 20      |
| 21 | 25 | Lucas Di Grassi    | Virgin               | 1:42,086 | –        | –        | 21      |
| 22 | 24 | Timo Glock         | Virgin               | 1:42,140 | –        | –        | 22      |
| 23 | 20 | Karun Chandhok     | HRT-Cosworth         | 1:42,600 | –        | –        | 23      |
| 24 | 21 | Bruno Senna        | HRT-Cosworth         | 1:42,851 | –        | –        | 24      |
| Poz. | Nr | Kierowca           | Konstruktor          | Q1       | Q2       | Q3       | Poz. s. |
| \| Legenda \| Legenda \| \| ------------------------ \| ---------------------------------------------------------------------------------------------------------------------------------------------------------------------------------------------------------------------------------------------------------------- \| \| Poz. Nr Q1 Q2 Q3 Poz. s. \| Pozycja zajęta w sesji kwalifikacyjnej Numer startowy kierowcy Wynik uzyskany w pierwszej części kwalifikacji Wynik uzyskany w drugiej części kwalifikacji Wynik uzyskany w trzeciej części kwalifikacji Pozycja startowa po uwzględnięniu kar, przesunięć, itp. \| | |                    |                      |          |          |          |         |
| Legenda | |                    |                      |          |          |          |         |
| Poz. Nr Q1 Q2 Q3 Poz. s. | Pozycja zajęta w sesji kwalifikacyjnej Numer startowy kierowcy Wynik uzyskany w pierwszej części kwalifikacji Wynik uzyskany w drugiej części kwalifikacji Wynik uzyskany w trzeciej części kwalifikacji Pozycja startowa po uwzględnięniu kar, przesunięć, itp. |                    |                      |          |          |          |         |

### Wyścig
Źródło: Wyprzedź Mnie!
| P                 | + / –     | Nr | Kierowca           | Konstruktor          | Okr. | Czas / Strata    | Komentarz              |
| ----------------- | --------- | -- | ------------------ | -------------------- | ---- | ---------------- | ---------------------- |
| 1                 | Bez zmian | 5  | Sebastian Vettel   | Red Bull-Renault     | 57   | 1h40m29,571      |                        |
| 2                 | 1         | 2  | Lewis Hamilton     | McLaren-Mercedes     | 57   | +0:05,042        | [ 7 ]                  |
| 3                 | 4         | 1  | Jenson Button      | McLaren-Mercedes     | 57   | +0:12,658        | [ 8 ]                  |
| 4                 | 5         | 9  | Rubens Barrichello | Williams-Cosworth    | 57   | +0:25,627        | [ 8 ]                  |
| 5                 | 1         | 11 | Robert Kubica      | Renault              | 57   | +0:27,122        |                        |
| 6                 | 7         | 14 | Adrian Sutil       | Force India-Mercedes | 57   | +0:30,168        | [ 8 ]                  |
| 7                 | 11        | 23 | Kamui Kobayashi    | BMW Sauber-Ferrari   | 57   | +0:30,965        |                        |
| 8                 | 4         | 8  | Fernando Alonso    | Ferrari              | 57   | +0:32,809        |                        |
| 9                 | 2         | 16 | Sébastien Buemi    | Toro Rosso-Ferrari   | 57   | +0:36,299        | [ 8 ]                  |
| 10                | 2         | 4  | Nico Rosberg       | Mercedes             | 57   | +0:44,382        |                        |
| 11                | 6         | 7  | Felipe Massa       | Ferrari              | 57   | +0:46,621        |                        |
| 12                | 4         | 22 | Pedro de la Rosa   | BMW Sauber-Ferrari   | 57   | +0:47,414        | [ 8 ]                  |
| 13                | 4         | 17 | Jaime Alguersuari  | Toro Rosso-Ferrari   | 57   | +0:48,239        |                        |
| 14                | 4         | 12 | Witalij Pietrow    | Renault              | 57   | +0:48,287        | [ 8 ]                  |
| 15                | Bez zmian | 3  | Michael Schumacher | Mercedes             | 57   | +0:48,826        |                        |
| 16                | 2         | 15 | Vitantonio Liuzzi  | Force India-Mercedes | 57   | +0:50,890        | [ 8 ]                  |
| 17                | 4         | 25 | Lucas Di Grassi    | Virgin-Cosworth      | 56   | +1 okr. (39,397) |                        |
| 18                | 4         | 24 | Timo Glock         | Virgin-Cosworth      | 55   | +2 okr.          | [ 9 ]                  |
| 19                | 4         | 20 | Karun Chandhok     | HRT-Cosworth         | 55   | +2 okr.          |                        |
| 20                | 4         | 21 | Bruno Senna        | HRT-Cosworth         | 55   | +2 okr. (14,135) |                        |
| 21                | 2         | 18 | Jarno Trulli       | Lotus-Cosworth       | 53   | +4 okr.          |                        |
| Niesklasyfikowani |           |    |                    |                      |      |                  |                        |
|                   |           | 10 | Nico Hülkenberg    | Williams-Cosworth    | 49   |                  | pożar                  |
|                   |           | 19 | Heikki Kovalainen  | Lotus-Cosworth       | 8    |                  | kolizja z Webberem     |
|                   |           | 6  | Mark Webber        | Red Bull-Renault     | 8    |                  | kolizja z Kovalainenem |
| P                 | + / –     | Nr | Kierowca           | Konstruktor          | Okr. | Czas / Strata    | Komentarz              |

### Najszybsze okrążenie
Źródło: Wyprzedź Mnie!
| Nr | Kierowca      | Konstruktor      | Czas     | Okr. |
| -- | ------------- | ---------------- | -------- | ---- |
| 1  | Jenson Button | McLaren-Mercedes | 1:38,766 | 54   |

## Prowadzenie w wyścigu
| Nr                              | Kierowca         | Okrążenia | Suma |
| ------------------------------- | ---------------- | --------- | ---- |
| 5                               | Sebastian Vettel | 1-57      | 57   |
| \| Wykres \| \| ------ \| \| \| |                  |           |      |
| Wykres                          |                  |           |      |
|                                 |                  |           |      |

## Klasyfikacja po wyścigu

### Kierowcy
| P  | +/− | Kierowca           | Starty | Punkty | P1 | P2 | P3 | PP | NO | NS |
| -- | --- | ------------------ | ------ | ------ | -- | -- | -- | -- | -- | -- |
| 1  | 0   | Lewis Hamilton     | 9      | 127    | 2  | 2  | 1  | 1  | 2  | –  |
| 2  | 0   | Jenson Button      | 9      | 121    | 2  | 2  | 1  | –  | 1  | 1  |
| 3  | +2  | Sebastian Vettel   | 9      | 115    | 2  | 1  | 1  | 4  | 1  | 2  |
| 4  | −1  | Mark Webber        | 9      | 103    | 2  | 1  | 1  | 4  | 2  | 1  |
| 5  | −1  | Fernando Alonso    | 9      | 98     | 1  | 1  | 1  | –  | 1  | –  |
| 6  | +1  | Robert Kubica      | 9      | 83     | –  | 1  | 1  | –  | 1  | –  |
| 7  | −1  | Nico Rosberg       | 9      | 75     | –  | –  | 2  | –  | –  | –  |
| 8  | 0   | Felipe Massa       | 9      | 67     | –  | 1  | 1  | –  | –  | –  |
| 9  | 0   | Michael Schumacher | 9      | 34     | –  | –  | –  | –  | –  | 1  |
| 10 | 0   | Adrian Sutil       | 9      | 31     | –  | –  | –  | –  | –  | –  |
| 11 | +1  | Rubens Barrichello | 9      | 19     | –  | –  | –  | –  | –  | 1  |
| 12 | −1  | Vitantonio Liuzzi  | 9      | 12     | –  | –  | –  | –  | –  | 2  |
| 13 | +3  | Kamui Kobayashi    | 9      | 7      | –  | –  | –  | –  | –  | 6  |
| 14 | 0   | Sébastien Buemi    | 9      | 7      | –  | –  | –  | –  | –  | 3  |
| 15 | −2  | Witalij Pietrow    | 9      | 6      | –  | –  | –  | –  | 1  | 3  |
| 16 | −1  | Jaime Alguersuari  | 9      | 3      | –  | –  | –  | –  | –  | –  |
| 17 | 0   | Nico Hülkenberg    | 9      | 1      | –  | –  | –  | –  | –  | 3  |
| 18 | 0   | Pedro de la Rosa   | 8      | 0      | –  | –  | –  | –  | –  | 5  |
| 19 | 0   | Heikki Kovalainen  | 8      | 0      | –  | –  | –  | –  | –  | 4  |
| 20 | 0   | Karun Chandhok     | 9      | 0      | –  | –  | –  | –  | –  | 2  |
| 21 | 0   | Lucas Di Grassi    | 9      | 0      | –  | –  | –  | –  | –  | 4  |
| 22 | 0   | Jarno Trulli       | 8      | 0      | –  | –  | –  | –  | –  | 3  |
| 23 | 0   | Bruno Senna        | 9      | 0      | –  | –  | –  | –  | –  | 6  |
| 24 | 0   | Timo Glock         | 8      | 0      | –  | –  | –  | –  | –  | 5  |
| P  | +/− | Kierowca           | Starty | Punkty | P1 | P2 | P3 | PP | NO | NS |

### Konstruktorzy
| P  | +/− | Konstruktor          | Starty | Punkty | P1 | P2 | P3 | PP | NO | NS |
| -- | --- | -------------------- | ------ | ------ | -- | -- | -- | -- | -- | -- |
| 1  | 0   | McLaren-Mercedes     | 18     | 248    | 4  | 4  | 2  | 1  | 3  | 1  |
| 2  | 0   | Red Bull-Renault     | 18     | 218    | 4  | 2  | 2  | 8  | 3  | 3  |
| 3  | 0   | Ferrari              | 18     | 165    | 1  | 2  | 2  | –  | 1  | –  |
| 4  | 0   | Mercedes             | 18     | 109    | –  | –  | 2  | –  | –  | 1  |
| 5  | 0   | Renault              | 18     | 89     | –  | 1  | 1  | –  | 2  | 3  |
| 6  | 0   | Force India-Mercedes | 18     | 43     | –  | –  | –  | –  | –  | 2  |
| 7  | 0   | Williams-Cosworth    | 18     | 20     | –  | –  | –  | –  | –  | 4  |
| 8  | 0   | Toro Rosso-Ferrari   | 18     | 10     | –  | –  | –  | –  | –  | 3  |
| 9  | 0   | BMW Sauber-Ferrari   | 17     | 7      | –  | –  | –  | –  | –  | 11 |
| 10 | 0   | Lotus-Cosworth       | 16     | 0      | –  | –  | –  | –  | –  | 9  |
| 11 | 0   | HRT-Cosworth         | 18     | 0      | –  | –  | –  | –  | –  | 8  |
| 12 | 0   | Virgin-Cosworth      | 17     | 0      | –  | –  | –  | –  | –  | 9  |
| P  | +/− | Konstruktor          | Starty | Punkty | P1 | P2 | P3 | PP | NO | NS |